# 폴 G. 커크
폴 그라탄 커크 주니어(Paul Grattan Kirk Jr., 1974년 2월 27일 ~ )는 미국의 정치인이다.

## 학력
- 하버드 대학교 인문사회 학사
- 하버드 대학교 법무박사

## 경력
- 1983.06 ~ 1985.02 미국 민주당 전국위원회 재무담당
- 1985.02 ~ 1989.02 제39대 미국 민주당 전국위원회 위원장
- 2009.09 ~ 2010.02 제111대 매사추세츠주 연방상원의원